# Simbaci II el Cosmocràtor
Simbaci II el Cosmocràtor (armeni: Սմբատ Բ Տիեզերակալ) fou rei d'Armènia a Aní del 977 al 989. Era de la dinastia Bagratuni, i va succeir el seu pare Asoci III.

## Antecedents
A l'inici del seu regnat, Bardes Escler, general i cunyat de l'emperador romà d'Orient Joan I Tsimiscés i governador del tema de Mesopotàmia, es va revoltar (976) contra Basili II i va obtenir una victòria sobre els imperials al tema de Licandos (finals del 976), Licandos, estava governat per Sakhakios Brakhamios (Isaac Bahram) d'origen armeni i favorable a Escler. Aquest darrer va obtenir també el suport dels prínceps espoliats de Taron, Grigor i Pankratios (fills d'Asoci i nets de Gregorigos) i del seu cosí Romanos (fill de Bagarat o Pankratios). També va ser recolzat per un príncep anomenat Zaphraki, senyor de Mokq o Moxoene.
El 978 Escler va derrotar a Amòrion Bardes Focas, enviat contra ell. Bardes es va retirar al tema de Carsiànon, i després a Sebaste on va demanar ajuda al curopalata de Klardjètia David, al que a canvi de l'ajut es van cedir uns quants districtes fronterers que foren Khaltoyarish, Tshormairi o Tzurmere, Karin, Bassèn o Fasiana, la fortalesa de Sevuk o Mardali (avui Tekman), i li van prometre també Harq i Apahunik, és a dir les terres de l'antic emirat Qaysita. David va enviar dotze mil homes dirigits per Joan Thornik i amb un lloctinent de nom Djodjk, gràcies als quals Bardes Focas va aplanar a Escler en la batalla de Pankalia el 24 de març del 979.

## Regnat
Simbaci va reformar la ciutat d'Aní, clau pel comerç entre l'Imperi Romà d'Orient, el califat abbàssida, la Rus de Kíev i els estats perses de l'Àsia central. Al darrer any del regnat i va començar una catedral (que va acabar la seva germana Katramida. També va construir un monestir a Marmashen (a un afluent oriental del Akhurean) construcció encarregada a Bahram Pahlavuni (fou acabat més tard del 994).
El 982 el seu germà Gurguèn que havia rebut del pare el feu de Taixir amb Lorí com a capital (incloent-hi el Tzoroget, el país del Sevordiq, els districtes de Kaien, Kaidzon, Khorkhoruniq i Bazkert (territoris anomenats pels georgians Somkhètia) va prendre el títol reial (Thagavor = rei) sense que Simbaci II pogués evitar-ho. Aquesta dinastia (reis korikian de Lorí i també reis dels Aluanq o Aghuans i reis de Tzoroget) va durar del 982 fins a la meitat del segle xiii. Gurguèn va morir vers el 989 i el va succeir el seu fill David Anholin (989-1048).

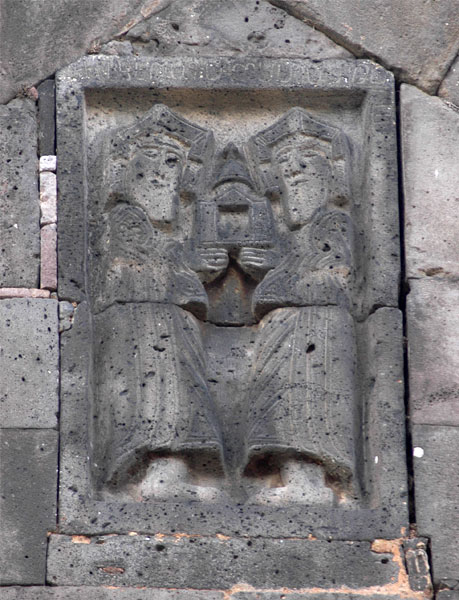
Sanahin

Les relacions de Simbaci II amb el seu oncle Musel rei de Kars foren tenses. La fortalesa de Shatik, que era de Musel, fou ocupada per Simbaci i Musel va demanar ajut al curopalata de Klardjètia David (990-1001) que va venir a Armènia i va acampar a Bavatsdzor al Shirak. Simbaci va haver de tornar a Musel la fortalesa de Shatik, i es va establir la pau. Però Musel no va quedar satisfet i es va aliar al musafírida Abul Haidja (Abelhadj) emir de Dvin i Arran. Aquest va entrar al Vanad (Kars) però hi va fer destruccions d'esglésies; llavors va atacar a l'emir de Coltene (Ordubad, al sud-est de Naxçıvan), Abu Dulaf al-Shaybani (dinastia xaibànida de Coltene), que el va derrotar i li va prendre les seves possessions armènies, principalment Dvin i més tard l'Arran.
L'emir kurd de Ardjesh i Khelat, el marwànida Badh (Abu Abdallah al-Husain ben Daustak al-Tsharbukhti, mentre, havia conquerit el 983 Diyar Bakr, Mayyafariquin i Nisibe, que abans havien posseït els emirs búyides del Jibal (Mèdia) i va aprofitar les guerres dels romans d'Orient per fortificar Manazkert. Llavors va atacar i saquejar Muş al Taron i va conservar l'Apahunik (Manazkert) i Diyar Bakr fins a la seva mort el 990 o 991.
Vers el 987 l'emir rawwàdida Abul Haidja ben Rawwad, no confondre amb el musafírida Abul Haidja de Dvin i Arran, derrotat per Abu Dulaf i després refugiat a Constantinoble i retornat a Armènia on fou assassinat per un criat, va derrotar l'emir Abu Dulaf de Coltene (est de Nakhichevan) i va seguir fins a Dvin, que se li va sotmetre. Llavors es va considerar ostikan d'Armènia com temps enrere i va emanar el tribut als prínceps armenis. Simbaci II per evitar la guerra va pagar el tribut demanat i després d'això l'emir va retornar a l'Azerbaidjan. El 988 l'emir va morir durant una expedició a Baspracània i el seu fill i successor Mamlam ben Abul Haidja va signar un tractat de pau amb Simbaci II.
Després del 979, quan va acabar la revolta de Bardes Escler, la política romana d'Orient es va dirigir a prohibir el culte armeni entre els nombrosos armenis de l'imperi, establerts a Tràcia i Macedònia, Capadòcia i Cilícia entre altres llocs. Més tard es va demanar al patriarca Khatshik I que s'unís a l'església grega, cosa que no va acceptar. El 986 Bardes Escler va tornar del seu exili a Bagdad i es va proclamar emperador a Melitene, després de demanar l'ajut de l'emir kurd marwànida Badh, senyor de Diyar Bakr, Khelat, Ardjesh i Manazkert. L'emir li va enviar al seu germà Abu Ali i nombrosos soldats. D'altra banda el general romà d'Orient Bardes Focas es va revoltar a Carsiànon a Capadòcia i també es va proclamar emperador (15 d'agost del 987) i per una traïció va capturar a Escler i el va tancar a la fortalesa de Tyariaion (Ilghin) el 12 de setembre del 987. Els contingents marwànides van tornar als seus dominis, però van aprofitar per saquejar territoris armenis. Nicèfor Focas, fill de Bardes, va anar al curopalat de Klardjètia i va demanar ajut a David, que li va donar dos mil cavallers, a les ordres de dos fills de Bagarat senyor de Khàldia, probablement dos prínceps de Taron (Romanos i un germà) o bé el lloctinent de David, Tshordvanel i sa germà; en canvi Grigor, fill d'Asoci, de l'altra branca taronita, va participar en la lluita del costat de Constantinoble, i va desembarcar amb tropes a Trebisonda que van distreure als auxiliars georgians de Focas. Llavors Bardes va poder ser derrotat en la batalla d'Abidos, als Dardanels, el 13 d'abril del 989. mentre els georgians havien derrotat a Grigor i s'havien apoderat de Derxene i Taron. Contra ells va enviar l'emperador al patrici Joan Portiz que va guanyar als seus enemics a la plana de Bagaritx al Djerdjan (990). David de Kartli es va sotmetre a l'Imperi i va prometre que al morir transferiria els seus estats (Taik o Taoklardjètia) a l'Imperi (David ja era gran i no tenia fills): Basili va confirmar a David com a curopalata.
Després d'això David es va enfrontar amb Bagrat III l'unificador d'Abkhàzia. Segons l'historiador armeni Asolik (no és esmentat a les fonts georgianes) David (i el seu aliat Bagrat II Regwan de Kartli) va demanar ajut al rei d'Armènia que hi va anar amb contingents propis, del rei de Kars, del de Baspracània, del de Siunia i del de Aghuània i Bagrat va demanar la pau. Bagrat va haver de cedir com indemnització de guerra la fortalesa de Sakhureth prop de Samshwilde, que fou donada a Simbaci (va tornar a Abkhàzia a la mort del rei).
Vers el final de la seva vida l'historiador Asolik li retreu una execució injusta d'un boig; una aliança amb l'emir Abul Haidja contra Abu Dulaf, i relacions amb la seva neboda, filla de sa germana.
Simbaci II va morir el 989 i el va succeir el seu germà Gaguik I.